# クリスティアン・セジャイ
クリスティアン・アリエル・セジャイ（Christian Ariel Cellay, 1981年5月9日 - ）は、アルゼンチン・ブエノスアイレス出身の元同国代表サッカー選手。現役時代のポジションはディフェンダー。

## 経歴
UEサン・ジュリア退団後、2017-18シーズンより同リーグ内のUEエンゴルダニに加入した。

## タイトル
ウラカン
- プリメーラB・ナシオナル : 1999-2000

エストゥディアンテス
- コパ・リベルタドーレス : 2009

ボカ・ジュニアーズ
- プリメーラ・ディビシオン : 2011アペルトゥーラ
- コパ・アルヘンティーナ : 2012